# LFD Holding
Die LFD Holding GmbH (Landwirtschaftliche Ferkelzucht Deutschland) ist ein Konzern der Schweineproduktion mit Sitz in Genthin in Sachsen-Anhalt. Sie ist Deutschlands größter Ferkelerzeuger und Marktführer.
Der Konzern wurde 2004 vom Niederländer Adrianus Straathof als Straathof Holding GmbH gegründet. Im Jahr 2014 erfolgte eine Umbenennung in LFD Holding GmbH, 2020 ging der Besitz auf die Terra Grundwerte AG mit Sitz in der Schweiz über.
Der Konzern war wiederholt wegen Tierquälerei in der Kritik. Im Jahr 2021 kam es zu einem Großbrand in der Schweinezuchtanlage Alt Tellin.

## Geschichte
Adrianus Straathof begann 1973 mit der Schweinehaltung in den Niederlanden. 2001 gingen niederländische Behörden aufgrund von Tierquälerei, Überbelegung der Ställe und Verstößen gegen das Baurecht juristisch und mit Polizeigewalt gegen den Betrieb vor. In den ersten Jahren der 2000er-Jahre nahm Adrianus Straathof in den Niederlanden staatliche Prämien für die Stilllegung von Tierplätzen in Anspruch und expandierte nach Ostdeutschland. Der geltende Bestandsschutz für alte LPG-Betriebe sowie im Vergleich zu den Niederlanden günstigere Bedingungen beispielsweise für Investitionen und angesichts geringerer Düngekosten ermöglichte den Aufbau von großen Betrieben. Den ersten Ferkelerzeugungsbetrieb eröffnete Adrianus Straathof 2001 in einem ehemaligen volkseigenen Betrieb der DDR in Gladau unter dem Namen Schweinezucht Gladau GmbH. Es folgten eine Reihe von Aufkäufen an verschiedenen Standorten: 2002 in Binde, 2004 in Fahrbinde sowie Medow, 2005 in Thierbach sowie Uthmöden, 2009 in Demsin und 2010 in Wellaune sowie Wannewitz. 2012 erfolgte der Bau einer Anlage in Alt Tellin (ehemals LPG Blühende Landschaften), 2012 wurden Anlagen der Strehle GmbH in Bayern und 2013 Anlagen der Spreefa GmbH aufgekauft.

### 2004: Gründung des Konzerns
Ende 2004 gründete Adrianus Straathof die Straathof Holding GmbH mit Sitz in Gladau als Dachorganisation seiner verschiedenen Betriebe in Deutschland. Auch in Ungarn nahm die Straathof Holding GmbH Tierhaltungsanlagen in Betrieb. Die Landgesellschaft Mecklenburg-Vorpommern mbH übernahm mehrfach Planungsleistungen bei Bauprojekten.
Der Konzern wurde zu einem Vorreiter von Großbetrieben in der Tierhaltung in Deutschland und einem der größten Schweinezüchter Europas. Dabei verstieß der Konzern wiederholt gegen rechtliche Vorgaben und wurde rechtskräftig verurteilt. Alleine am Standort Gladau verhängten Behörden von 2005 bis 2014 Zwangs- sowie Bußgelder in Höhe von 2,1 Mio. Euro, unter anderem wegen Verstößen gegen Bauvorgaben, das Tierschutzgesetz, die Nutztierhaltungsverordnung sowie wegen illegalem Ausbringen von Gülle. Vor diesem Hintergrund war der Konzern anhaltendem Protest von Anwohnern, Umwelt- sowie Tierschützern ausgesetzt und Adrianus Straathof erhielt in der Öffentlichkeit die Bezeichnung Schweinebaron.

### 2013: Tierquälerei-Skandal und anschließende Verurteilungen
Nachdem Report Mainz im Dezember 2013 mit Videoaufnahmen der Tierrechtsorganisation Animal Rights Watch über Tierquälerei in Ställen des Konzerns berichtete, fand 2014 am Standort in Gladau eine dreitägige Razzia durch Polizei und Staatsanwaltschaft statt. In der Folge erließ der zuständige Landkreis Jerichower Land im November 2014 ein bundesweites Verbot der Schweinehaltung und -betreuung gegen Adrianus Straathof, was in dieser Größenordnung in Deutschland einzigartig war.
Am 17. Juni 2015 fanden außerdem an zwei Standorten in Bayern sowie am Konzernsitz Razzien wegen Verdacht auf Tierquälerei statt. Der Konzern bezeichnete die Razzia als unverhältnismäßig. In der Folge wurde gegen vier Mitarbeiter ein strafrechtliches Ermittlungsverfahren eingeleitet, an dessen Ende drei Mitglieder der Geschäftsleitung rechtskräftig zu Geldstrafen verurteilt wurden.

### Ab 2014: Umstrukturierungen
Vor dem Hintergrund des Tierhaltungsverbots wurde die Straathof Holding GmbH am 22. Dezember 2014 in LFD Holding GmbH umbenannt. Adrianus Straathof übergab die Geschäftsführung an eine Mitarbeiterin, die zugleich im Vorstand des Bauernverbands Börde saß.
Ende 2014 wurde der Ferkelerzeugungsbetrieb des Tochterunternehmens Glava GmbH in Gladau mit 60.000 Tieren an die SAKOBE GmbH verpachtet und die Arbeitsverhältnisse auf die SAKOBE übergeleitet. Die SAKOBE GmbH war rechtlich unabhängig, gleichzeitig finanziell und wirtschaftlich an die LFD Holding angebunden und bildete gemeinsam mit der LFD Holding die LFD-Gruppe. Damit kam der Konzern einer Erweiterung des Tierhaltungsverbots auf die Glava GmbH und einer Anordnung zur Ausstallung aller Tiere zuvor, die im Januar 2015 erlassen wurde.
Schließlich gab Adrianus Straathof am 4. Juni 2015 bekannt, dass künftig Christian Graf Brockdorff (95 %) und die Rechtsanwaltsgesellschaft Schultze & Braun (5 %) als Treuhänder seines Besitzes an dem Konzern mit zu dem Zeitpunkt 24 Anlagen und rund 400.000 Tieren agieren würden. Gleichzeitig wurde ein Beirat eingerichtet, in dem Adrianus Straathof ein Mitglied wurde.
Zum 6. Oktober 2015 wurde eine Wirtschaftsprüfungsgesellschaft damit beauftragt, ein Sanierungskonzept für die erweiterte LFD-Gruppe inklusive SAKOBE GmbH zu erstellen. Mitte April 2016 wurde ein Sanierungsgutachten sowie ein zugrundeliegendes Sanierungskonzept vorgelegt und in der Folge mit der Umsetzung begonnen. Gleichzeitig wurde angestrebt, das Unternehmen 2018 an einen Investor zu verkaufen.

### 2020: Übernahme durch die Terra Grundwerte AG
Zum 18. März 2020 verkaufte Adrianus Straathof den Konzern an die Terra Grundwerte AG mit Sitz in der Schweiz. Die Terra Grundwerte AG tritt als Investor auf und beauftragte wiederum die Lindhorst Gruppe mit Sitz in Winsen an der Aller mit der Geschäftsleitung.

### 2021: Großbrand
Durch einen Großbrand am 31. März 2021 wurde der Ferkelerzeugungsbetrieb in Alt Tellin vollständig zerstört. Die Ställe und der Tierbestand wurden fast vollständig zerstört, was zu Einbußen von rund 20 % in der Ferkelerzeugungs-Kapazität des Konzerns führte. Die Staatsanwaltschaft schätzte den Schaden auf rund 40 Mio. Euro.

### Umsatzentwicklung der letzten 10 Jahre
| Jahr | Umsatz            |
| ---- | ----------------- |
| 2011 | 62,911 Mio. Euro  |
| 2012 | 89,556 Mio. Euro  |
| 2013 | 104,094 Mio. Euro |
| 2014 | 106,945 Mio. Euro |
| 2015 | 86,842 Mio. Euro  |
| 2016 | 93,561 Mio. Euro  |
| 2017 | 114,369 Mio. Euro |
| 2018 | 94,532 Mio. Euro  |
| 2019 | 112,636 Mio. Euro |
| 2020 | 106,873 Mio. Euro |

Erstmals die Marke von 100 Mio. Euro Jahresumsatz überschritt der Konzern im Jahr 2013 mit 104,094 Mio. Euro. Der bislang höchste Jahresumsatz wurde im Jahr 2017 mit 114,369 Mio. Euro erwirtschaftet. Der Konzernumsatz weist im Verlauf mehrerer Jahre größere Schwankungen auf. Einen erheblichen Anteil an den Schwankungen hat der sogenannte Schweinezyklus. Zuletzt beeinflusste die Afrikanische Schweinepest und die Corona-Pandemie den Umsatz deutlich negativ. Ende 2021 wurden dem Konzern Corona-Überbrückungshilfen in Höhe von 6,6 Mio. Euro genehmigt.
Im Geschäftsjahr 2020 betrug der Umsatz 106,873 Mio. Euro, wovon gut 94 % (100,543 Mio. Euro) in Deutschland und knapp 6 % (6,33 Mio. Euro) im europäischen Ausland generiert wurden.

## Struktur

### Geschäftsbereiche
Im Kerngeschäftsfeld Ferkelerzeugung hält der Konzern Sauen und produziert so Ferkel bzw. Läufer. Der Tier-Bestand in den Elterntierbetrieben beträgt 55.000 Sauen (Stand 2020), mit denen konzernweit 4000 Ferkel pro Tag (Stand 2017) produziert werden. Nach Unternehmensangaben beträgt die Rate der vorzeitig sterbenden Ferkel, die eine zentrale Kennzahl in der Ferkelerzeugung darstellt, 12,21 % während der Säugung und 3,66 % während der Aufzucht im Flatdeck (Stand 2017).
Teilweise werden die Ferkel in eigenen Ställen zu Läufern aufgezogen. Die Ferkel bzw. Läufer werden an Mastunternehmen in Deutschland sowie Europa verkauft. Für den Handel und Transport der Tiere kooperiert der Konzern mit der Venneker-Unternehmensgruppe. Als größter Ferkelerzeuger in Deutschland gehören große einzelne Chargen mit über 5.000 Ferkeln zum Angebot.
Einen Teil der erzeugten Ferkel mästet der Konzern in eigenen Mastställen. Des Weiteren verfügt der Konzern über die Tierarztpraxis LFD GmbH in Genthin und betreibt mit der in den Ställen anfallenden Schweinegülle Biogasanlagen.
Der Konzern verfügt auch über eine Jungsauenzucht sowie eine Absamungsstation. Hinsichtlich der Genetik der Tiere kooperiert der Konzern mit dem Tochterunternehmen Hypor des Konzerns Hendrix Genetics, eines der weltweit größten Tiergenetik-Unternehmens. Ein Großteil der Ferkel sind Pietrain, ein kleinerer Anteil sind Duroc.
Der Betrieb der einzelnen Standorte erfolgt über Tochterunternehmen. Zum Konzern gehören neben dem Mutterunternehmen 14 Tochterunternehmen, darunter die DEMVA GmbH, die Mesa Agrar GmbH, die RwF Reichertsweiler Ferkel GmbH, die Sauenhaltung Thierbach GmbH, die Schweineproduktion Brenkenhof GmbH, Schweinezucht Binde GmbH und die Schweinezucht Fahrbinde GmbH.

### Gesellschafter
Alleiniger Inhaber des Konzerns ist die Terra Grundwerte AG, die ihn 2020 von Adrianus Straathof übernahm. Die Terra Grundwerte AG, gegründet am 26. November 2019 und mit Sitz in Alpnach/Schweiz, ist eine Investment- und Beteiligungsgesellschaft. Alleiniger Inhaber der AG ist der Deutsche Thomas-Andreas Martin Strehl mit Wohnsitz in Obwalden, der zuvor Gründer und CEO der Schleuniger Gruppe war.
An einzelnen Tochterunternehmen halten auch weitere Gesellschafter Anteile. So besitzt die Sirius Stern AG mit Sitz in Obwalden 11 % der Anteile an der Schweinezucht Binde GmbH.

## Kontroversen

### Tierquälerei
Der Konzern war immer wieder wegen Tierquälerei in der Kritik und wiederholt von Behörden mit Auflagen und Bußgeldern belegt, Geschäftsführer und Mitarbeiter rechtskräftig strafrechtlich verurteilt worden. Die Tierrechtsorganisation Animal Rights Watch hat mehrmals Aufnahmen aus Ställen des Konzerns veröffentlicht, die für öffentliche Kritik sorgten, unter anderem 2013, 2015 2016 und 2019. 2016 strahlte das MDR eine Reportage über den Konzern aus, die laut MDR zeigte, dass auch nach Ausscheiden von Adrianus Straathof als Geschäftsführer und der Umbenennung weiterhin tierquälerische Zustände vorherrschen würden. Der Konzern ließ Bitten des MDRs um Stellungnahme unbeantwortet.

#### Brutale Tötungen von Ferkeln
Im Dezember 2013 veröffentlichte Report Mainz Videoaufnahmen von Animal Rights Watch und berichtete, dass dort systematisch Ferkel an den Buchtenwänden tierschutzwidrig totgeschlagen würden. Auf offiziellen Beweis-Videos der Polizei aus dem Jahr 2014 wurde dokumentiert, dass Ferkel brutal in der Kadaverbox getötet wurden. Der Konzern wies die Vorwürfe zurück, der zuständige Landkreis Jerichower Land stellte unbegründetes Töten von Ferkeln fest und verbot dem Geschäftsführer das Halten und Betreuen von Schweinen. Im Juli 2016 bestätigte das Verwaltungsgericht Magdeburg das Verbot endgültig aufgrund der Schwere und der Vielzahl der festgestellten Verstöße. Adrianus Straathof wurde wegen Tierquälerei zu einer Haftstrafe von acht Monaten auf Bewährung verurteilt, und auch ein Tochterunternehmen wurde mit einem Tierhaltungsverbot belegt.
2019 veröffentlichten Report Mainz sowie der Spiegel Aufnahmen in Kooperation mit Animal Rights Watch, die erneut brutale Tötungen von Schweinen zeigten. Der Konzern veröffentlichte daraufhin eine Stellungnahme, worin sie die Echtheit der Aufnahmen bestätigte. Ein in den Aufnahmen erkennbarer Mitarbeiter wurde daraufhin entlassen und der Betriebsleiter wurde abgemahnt.

#### Qualzucht
Im Zusammenhang mit den Tötungen von Ferkeln wurde dem Konzern Qualzucht vorgeworfen: Die eingesetzten Sauen seien derart zur Ferkelerzeugung hochgezüchtet, dass sie pro Wurf mehr Ferkel bekämen als sie an ihren Zitzen ernähren könnten. In der Folge würden bis zu 30 Prozent der geborenen Ferkel nicht überleben, weil sie entweder verhungerten oder von Mitarbeitern getötet würden. Der Konzern wies die Vorwürfe zurück, der für den Ferkelerzeugungsbetrieb in Gladau zuständige Landkreis stufte die dortigen Praktiken als Qualzucht ein.

#### Zu enge Kastenstände
Dem Konzern wurde vorgeworfen Sauen in Kastenständen zu eng zu halten, sodass die Tiere viel zu wenig Platz hätten. Der Konzern wies die Vorwürfe zurück. Dagegen bestätigte das Bundesverwaltungsgericht 2016 ein Urteil, wonach der Konzern Sauen tierschutzwidrig in zu engen Kastenständen hielt. In der Folge ließ der Konzern in zwei direkt vom Urteil betroffenen Ferkelerzeugungsbetrieben zur Erfüllung der Vorgaben jeden zweiten Kastenstand leer stehen, in den übrigen Betrieben wurden die Kastenstände weiterhin wie zuvor eingesetzt.

#### Mangelhafte Tierhaltung
Des Weiteren wurden dem Konzern systematisch mangelhafte Haltung der Tiere vorgeworfen. Tiere sollen kein ausreichendes Trinkwasser erhalten haben und stark verschmutzt gewesen sein, schwer kranke, verletzte und verwundete Schweine sollen über längere Zeiträume nicht behandelt worden sein. Der Konzern wies die Vorwürfe zurück, behördliche tierschutzfachliche Kontrollen führten wiederholt zur Feststellung von Verstößen und der Anordnung von Maßnahmen.

### Technische Mängel und Betriebsstörungen
Laut Landesregierung wurden in Mecklenburg-Vorpommern im Zeitraum 2004 bis 2014 bei 207 Kontrollen insgesamt 213 Verstöße festgestellt, darunter Mängel bei Brandschutz und nicht eingehaltene Genehmigungsauflagen., und auch im Zeitraum 2015 bis 2019 seien anhaltend Mängel festgestellt worden. Die Landtagsfraktionen von Bündnis 90/Die Grünen und Die Linke forderten vor dem Hintergrund eine Schließung aller Anlagen.

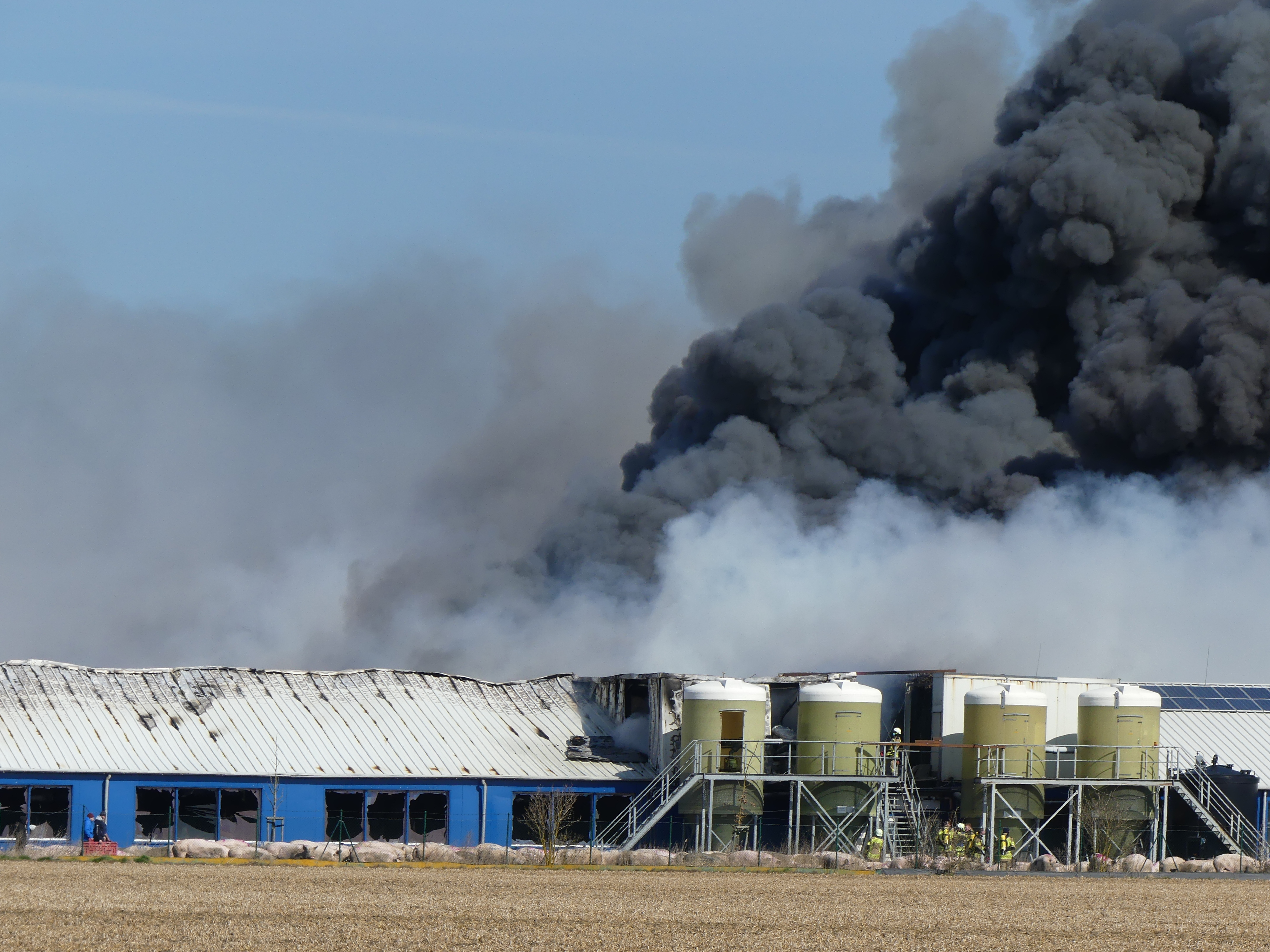
Brand der Schweinezuchtanlage in Alt-Tellin

Im April 2017 führte ein technischer Defekt zu einem Brand in dem Tierhaltungsbetrieb in Kleindemsin. Der betroffene Stall brannte komplett aus, die ca. 260 dort eingestallten Sauen starben. Der Konzern sprach von einem Schaden von 2 bis 2,5 Millionen Euro.
Im Juli 2018 führte ein technischer Defekt zu einem Brand in dem Ferkelzuchtbetrieb in Gladau. Der dadurch entstandene Schaden wurde auf 250.000 Euro geschätzt.
2019 kam es im Tierhaltungsbetrieb in Alt Tellin zu mehreren technischen Ausfällen. Anfang August 2019 kam es zum Austritt von hochprozentiger Schwefelsäure in die Umwelt, was zu einem Großeinsatz für Feuerwehren und Gefahrgutzug führte. In der Folge musste der kontaminierte Boden ausgetauscht werden. Ende August 2019 führte ein technischer Defekt in dem Tierhaltungsbetrieb in Alt Tellin zum Ausfall einer Lüftungsanlage, wodurch mehr als 1000 Ferkeln starben. Im März 2021 zerstörte schließlich ein Großbrand den kompletten Tierhaltungsbetrieb bestehend aus 18 Ställen, von den etwas mehr als 51.000 eingestallten Sauen und Ferkeln überlebten lediglich 1300 Tiere. Dem Konzern wurde vorgeworfen, den Tod der Tiere im Brandfall in Kauf genommen und keine ausreichende Vorsorge für den Brandfall getroffen zu haben. Der Konzern erklärte, dass der Betrieb entsprechend der behördlich erteilten Genehmigung und der Brandschutzverordnung betrieben worden sei.
Im April 2021 kam es zu einem Brand in einer Schweinehaltungsanlage in Binde. Nach Angaben des Betreibers, das Tochterunternehmen Schweinezucht Binde GmbH, entstand ein geschätzter Schaden in Höhe von etwa 50.000 Euro. Am 12. April 2024 kam es zu einem erneuten Brand in der Schweinehaltungsanlage in Binde, bei dem über 20.000 Schweine umkamen. Ein Polizeisprecher schätze den entstandenen Schaden auf eine niedrige siebenstellige Höhe ein.

### Proteste von Anwohnern

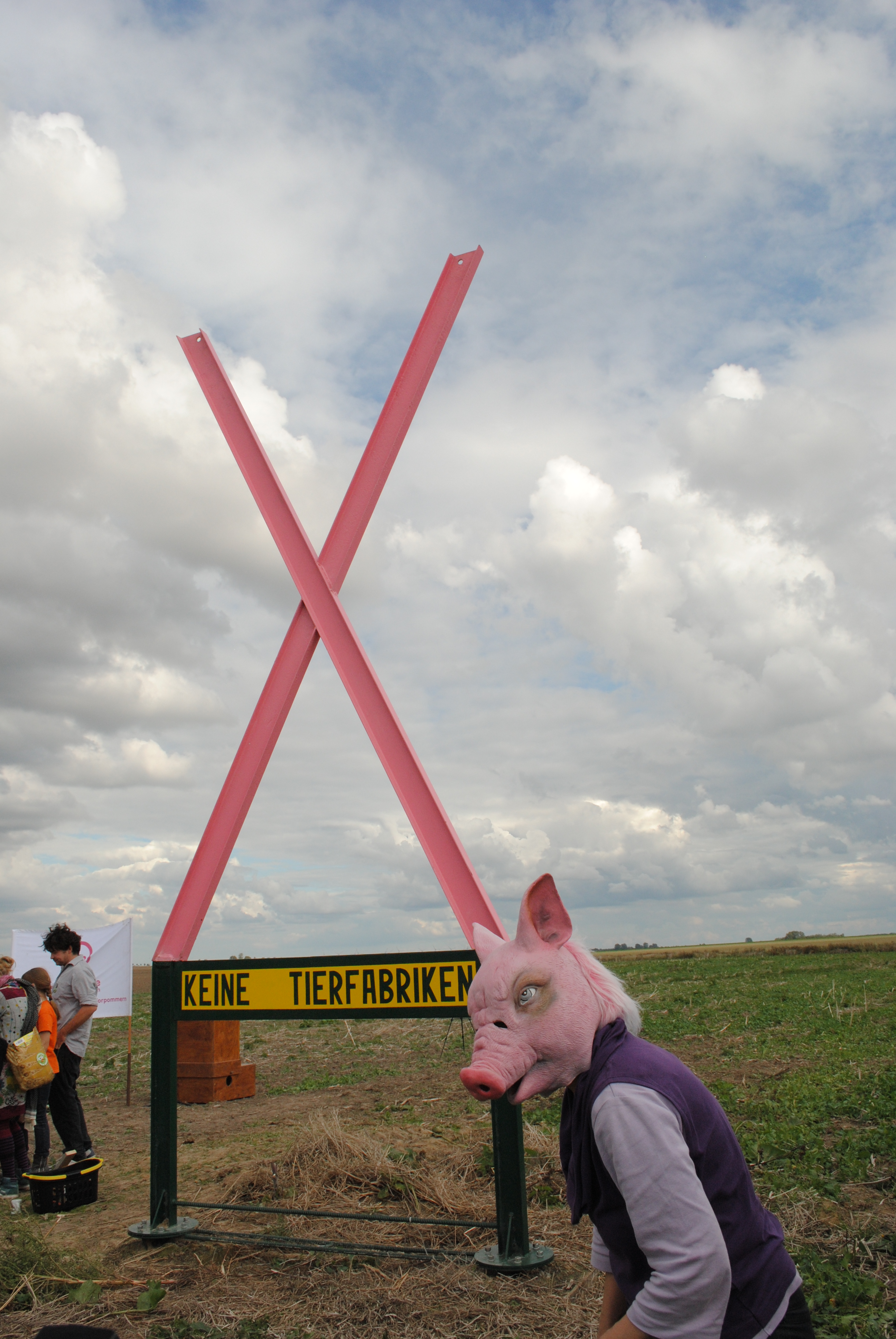
Protestkreuz vor der Schweinezuchtanlage in Alt-Tellin im September 2015

An mehreren Standorten des Konzerns kommt es zu Kritik und Protesten von Anwohnern. 2009 kam es angesichts des geplanten Baus einer neuen Anlage in Alt Tellin zu einer symbolischen Besetzung des vorgesehenen Geländes. Am Konzernsitz in Gladau führten Anwohner 2019 eine Unterschriftenaktion gegen eine Erweiterung des dortigen Standorts durch, da sie eine höhere Lärm- und Umweltbelastung durch stärkeren Transportverkehr sowie eine höhere Schadstoffbelastung durch Nitrat und Stickstoff im Boden befürchteten.
Daneben haben sich an mehreren Standorten Bürgerinitiativen organisiert, unter anderem in Wadelsdorf (BI Saustall Wadelsdorf und Umgebung), in Alt Tellin (Bürgerinitiative Leben am Tollensetal), in Wasmerslage (Bürgerinitiative gegen die Erweiterung der Schweinemastanlage Wasmerslage), in Binde (Bürgerinitiative Binde). und in Donauwörth (Aktionsbündnis Stoppt den Saustall).